# Sahuaripa
Sahuaripa är en ort i Mexiko.   Den ligger i kommunen Sahuaripa och delstaten Sonora, i den nordvästra delen av landet, 1 500 km nordväst om huvudstaden Mexico City. Sahuaripa ligger 435 meter över havet och antalet invånare är 4 038.
Terrängen runt Sahuaripa är huvudsakligen kuperad, men den allra närmaste omgivningen är platt. Sahuaripa ligger nere i en dal.  Trakten runt Sahuaripa är nära nog obefolkad, med mindre än två invånare per kvadratkilometer. Sahuaripa är det största samhället i trakten. I omgivningarna runt Sahuaripa växer huvudsakligen savannskog.